# Václav Vydra (Schauspieler, 1956)

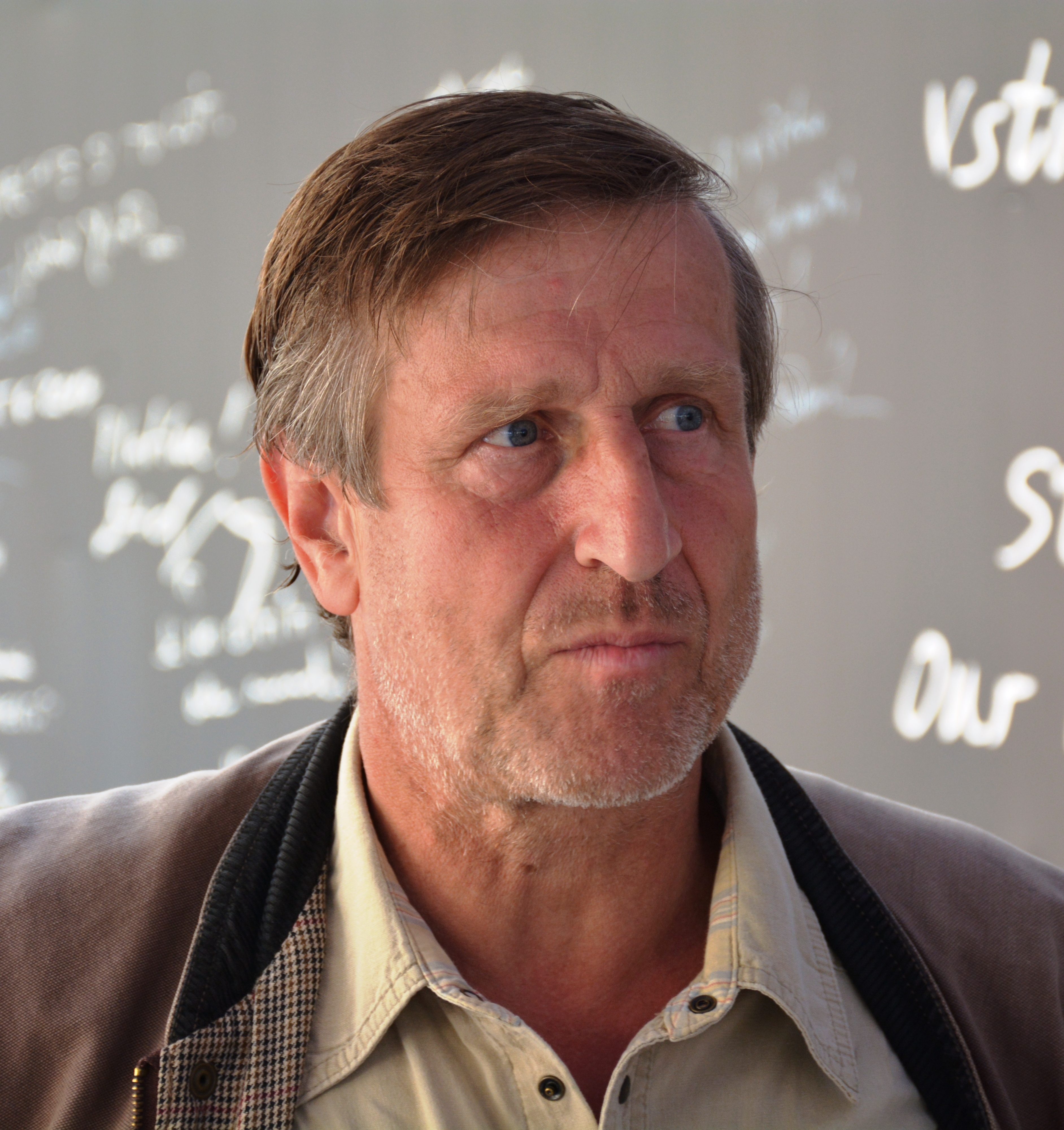
Václav Vydra (2015)

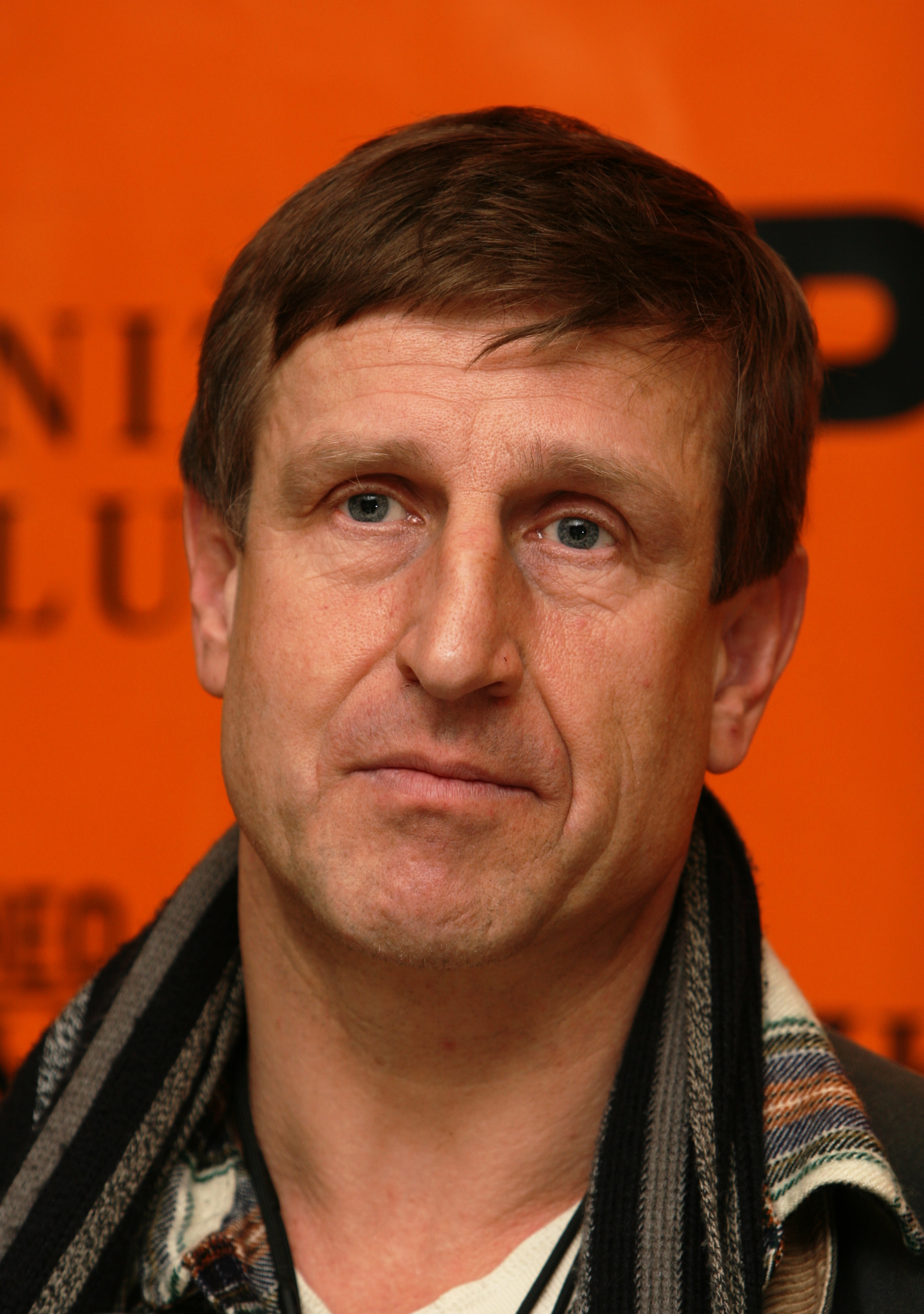
Václav Vydra (2008)

Václav Vydra (* 7. Januar 1956 in Prag) ist ein tschechischer Schauspieler und Synchronsprecher.

## Leben
Václav Vydra ist der Sohn der beiden Schauspieler Václav Vydra und Dana Medřická. Sein Großvater war der Schauspieler Václav Vydra. Nach seinem Abitur absolvierte er 1977 erfolgreich eine Schauspielausbildung am Prager Konservatorium. Anschließend stand er auf mehreren Theaterbühnen und spielte unter anderem am Theater von Kladno und dem Theater von Mladá Boleslav. Er war von 1979 bis 1994 Ensemblemitglied am Městská divadla pražská und seit 1995 festes Mitglied am Divadlo na Vinohradech, dem Theater an dem bereits seine Mutter fest spielte.
Bereits während seiner Studienzeit spielte Vydra regelmäßig beim tschechischen Film mit. So war er 1973 in einer kleinen Nebenrolle im Familienfilm Die Kirmes ist da und 1975 in einer Nebenrolle im Krimi Motiv für einen Mord zu sehen. Seitdem spielte er in über 100 Film- und Fernsehproduktionen, darunter auch internationalen Filmen wie Kaspar Hauser und Die Legende von Pinocchio mit. Parallel dazu lieh er seine Stimme als Synchronsprecher für die Vertonung internationaler Spielfilme. So sprach er 1994 die von Ving Rhames gespielte Figur des Marsellus Wallace in Pulp Fiction. Seit 2005 leiht er auch der im Original von David Schwimmer gesprochenen Giraffe Melman in den Filmen Madagascar, Madagascar 2 und Madagascar 3: Flucht durch Europa seine Stimme.
Vydra war über neun Jahre lang mit der Schauspielerin Dana Homolová liiert und bis 1983 mit ihr verheiratet. In seiner zweiten Ehe ist er seitdem mit der Schauspielerin Jana Boušková verheiratet.

## Filmografie (Auswahl)
- 1973: Die Kirmes ist da (Přijela k nám pouť)
- 1975: Motiv für einen Mord (Motiv pro vraždu)
- 1982: Ein schönes Wochenende (Zelená vlna)
- 1985: Mit dem Teufel ist nicht gut spaßen (S čerty nejsou žerty)
- 1988: Was ist das für ein Soldat (Copak je to za vojáka...)
- 1993: Kaspar Hauser
- 1996: Die Legende von Pinocchio (The Adventures of Pinocchio)
- 2002: Die Prinzessin mit den großen Füßen (Nevěsta s velkýma nohama)
- 2017: Der arme Teufel und das Glück (Nejlepší přítel)